# Chonka
Chonka (ryska: Хонка) är ett vattendrag i Belarus.   Det ligger i voblasten Vitsebsks voblast, i den norra delen av landet, 240 km norr om huvudstaden Minsk.
I omgivningarna runt Chonka växer i huvudsak blandskog. Runt Chonka är det mycket glesbefolkat, med 7 invånare per kvadratkilometer.